# Nokia 6210 Navigator
Nokia 6210 Navigator är en smartphone från Nokia som annonserades i februari 2008.
I början av 2009 annonserade Nokia en uppföljare: 6710 Navigator.